# Porotrichopsis
Porotrichopsis là một chi rêu trong họ Lembophyllaceae.